# Plesk
Plesk ist eine Webserver-Distribution (Software) mit Konfigurationstool für Webhosting, welches vom Hersteller Plesk International GmbH (ehemals Parallels Inc.) sowohl für Unix als auch für Windows entwickelt wird. Im März 2015 benannte Parallels den Serviceprovider-Geschäftsbereich in Odin um.
Dieses für Webhoster kostenpflichtige Produkt wird von verschiedenen Internetdienstanbietern eingesetzt. Nutzer können damit Server verwalten, ohne eingehende Kenntnisse über das Betriebssystem haben zu müssen. Es vereinfacht das Durchführen von komplexen Vorgängen, wie das Einrichten eines Mail- und Webservers für eine Domain. Seit Version 9 besteht die Möglichkeit, bei Update und Installation zwischen Postfix und qmail zu wählen.
Im Jahr 2015 gab es eine Firmenumstrukturierung. Infolgedessen wurde der bisherige Markenname Plesk durch Odin ersetzt. Als sich der Verkauf der Serviceprovider-Sparte Odin an den amerikanischen Softwarehersteller Ingram abzeichnete, wurde Plesk ausgegliedert und als Tochterunternehmen der Parallels Holding Inc. wieder als eigenständiges Unternehmen geführt.
Plesk Inc. wurde 2017 an die britische Oakley Capital Limited verkauft. Seitdem ist die Plesk International GmbH mit Sitz in Schaffhausen ein Tochterunternehmen der WebPros HoldCo B.V., die sich weiterhin im Besitz der Oakley Capital Limited befindet.

## Lizenzmodell
Plesk wird in folgenden Lizenztypen angeboten.
- Plesk Web Admin
- Plesk Web Pro
- Plesk Web Host

Bei dem Lizenzpreis wird zudem unterschieden, ob eine Lizenz für einen dedizierten Server oder für einen virtualisierten Server genutzt werden kann / genutzt wird. Die Lizenzen für dedizierte Server sind bei den meisten Lizenzanbietern geringfügig teurer.

### Lizenztypen

#### Plesk Web Admin
Die Web Admin Edition von Plesk richtet sich vor allem an Endkunden. Mit ihr können bis zu 10 Domains verwaltet werden. Es ist nicht möglich, Konten für Kunden oder Reseller anzulegen. Zudem ist der Funktionsumfang allgemein stärker eingeschränkt.

#### Plesk Web Pro
Die Web Pro Edition von Plesk bietet die Möglichkeit, bis zu 30 Domains zu verwalten. Es können zudem Konten für eigene Kunden angelegt werden, welche wiederum sogenannte Abonnements besitzen.

#### Plesk Web Host
Die Plesk Web Host Lizenz richtet sich in erster Linie an Kunden, welche gezielt Webspaces an eigene Kunden vermieten möchten. In dieser Version gibt es keine Limitierung seitens der maximalen Anzahl von Domains. Zudem kann der Administrator zusätzlich Reseller-Konten erstellen, diese können dann wiederum selbst eigene Kundenkonten anlegen und verwalten.

### Multiuse
Ursprünglich war es möglich, eine Plesk-Lizenz auf mehreren Installationen zur selben Zeit zu nutzen. In diesem Fall berechnete Plesk in der Regel für jeden Multiuse, der in einem Monat stattgefunden hat, eine weitere Monatsgebühr an den Lizenznehmer. Da durch Plesk jedoch keine Übersicht zu erhalten war, welche Installationen im Moment eine bestimmte Lizenz verwenden, konnten doppelte Nutzungen erst nach der ersten Abrechnung einer solchen festgestellt und ggf. unterbunden werden.
Daraufhin änderte Plesk das Lizenzmodell dahingehend, dass eine Lizenz nur für eine IP-Adresse genutzt werden kann und diese Lizenz bei Änderung der IP-Adresse einmal neu freigegeben werden muss.

### Preisgestaltung & Vertrieb
Plesk vertreibt die Lizenzen für einen monatlichen oder jährlichen Preis direkt selbst auf seiner Website, jedoch können diese auch durch offizielle Lizenzreseller bezogen werden.

## Rechtesystem
In Plesk stehen fünf Login-Rollen mit eigenen Rollen und Verantwortlichkeiten zur Verfügung:
Administrator
Das höchste individuelle Server-Login, mit dem Web-Hosting-Administratoren alle Systemfunktionen einrichten und verwalten können. Mehrere Server können zentral mit dem Master-Level-Login von Plesk Expand verwaltet werden.
Reseller
Die zweithöchste Login-Ebene, auf der die Benutzer vom Systemadministrator Rechte zur Domain-Erstellung erhalten.
Kunde
Die dritthöchste Login-Ebene. Kunden können hier mit einem einzigen Login Gruppen von Domains administrieren.
Domain-Besitzer
Dies sind Accounts von Domain-Besitzern auf der dritthöchsten Ebene mit vorgegebenen Berechtigungen und einer Benutzeroberfläche für die Administration einer einzelnen Domain.
Mail-Benutzer
Dies ist der individuelle Mail-Account auf der vierthöchsten Ebene, mit dem der Benutzer sich in seine eigene Benutzeroberfläche einloggen und Passwörter, Spamfilter, Virenschutz-Einstellungen u. v. m. verwalten kann.